# Qin Wangping
Qin Wangping, född 16 juni 1982, är en friidrottare från Kina. Hon deltog vid olympiska sommarspelen 2000 och olympiska sommarspelen 2008.